# Frontera entre Brasil y Bolivia
La frontera entre la República Federativa de Brasil y el Estado Plurinacional de Bolivia es un lindero internacional continuo que delimita los territorios de ambos países colindantes. Es la frontera más extensa que tiene Brasil con respecto a sus fronteras con los otros países sudamericanos, y también para Bolivia, es la frontera más grande de todas sus fronteras con los otros países limítrofes, además de ser la segunda frontera terrestre más extensa de América del Sur y una de las diez más largas del mundo. La línea limítrofe cruza una gran variedad de terreno, desde grandes zonas urbanas hasta praderas inhóspitas y bosques. Comienza en el Pantanal y termina en la selva amazónica. Su longitud total es de 3423 kilómetros.

## Historia
El primer tratado de límites entre Brasil y Bolivia se firmó en 1867, cuando aún no se conocía bien la ubicación geográfica de los ríos en la cuenca del Amazonas; tanto es así que uno de sus artículos establecía como línea límite una paralela que partía desde el río Madeira hasta la cabecera del río Yavarí, al oeste, indicando incluso que si esos nacimientos estuvieran más al norte del paralelo (lo que en realidad sucedió), la línea debería seguir la misma latitud a esa fuente. En 1898, tras un examen del Tratado de 1867, se encontró que la región del Acre originalmente pertenecía a Perú, pero que dicha región contenía una población considerable de origen brasileño. Esto causó muchas fricciones, ya que la población no quería someterse al gobierno boliviano, el cual ni siquiera intentó arrendar el territorio a los angloamericanos. Varias revueltas por parte de los brasileños surgieron, y la situación se prolongó hasta 1903, cuando el Brasil ocupó militarmente el territorio. Tras la anexión por parte de este último país del Acre, el gobierno del Brasil pagó una multa a los arrendatarios angloamericanos, y se declaró la retirada de los inquilinos.
En el mismo año de 1903 se volvieron a abrir las negociaciones para la definición de la frontera, en las cuales el Brasil proponía un acuerdo sobre la base de un intercambio equitativo de territorio, al igual que el interés de Brasil de mantener bajo su control la población que era de origen brasileño, a pesar de que el territorio pertenecía, de acuerdo con el Tratado de 1867, al Perú. Finalmente comenzaron las conversaciones y después de una serie de propuestas y contrapropuestas, se firmó el Tratado de Petrópolis, a través del cual le fue reconocido al Brasil la soberanía sobre el territorio disputado y éste en compensación, debería construir un ferrocarril (el Madeira-Mamoré), el cual sería de libre tránsito por tropas y civiles bolivianos y también por vía fluvial hasta el Océano Atlántico, y pagar un total de dos millones de libras esterlinas. Esta vez, de acuerdo al barón de Río Branco, estaba ocurriendo una verdadera expansión territorial (ya que según él las elecciones anteriores sólo habían mantenido el "patrimonio nacional").

## Descripción de la frontera

Mapa del punto tripartito entre Bolivia, Brasil y Perú.

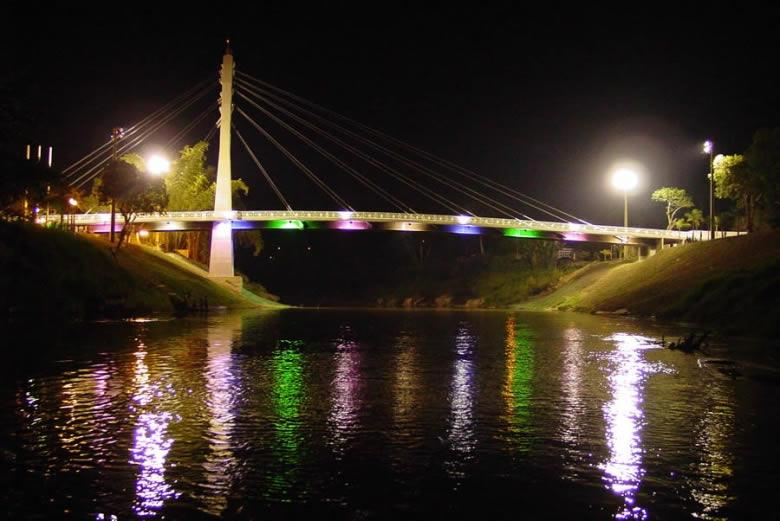
Vista nocturna del Puente Binacional Wilson Pinheiro, que cruza el río Acre uniendo las ciudades de Brasileia, en Acre (Brasil), y Cobija, en Bolivia.

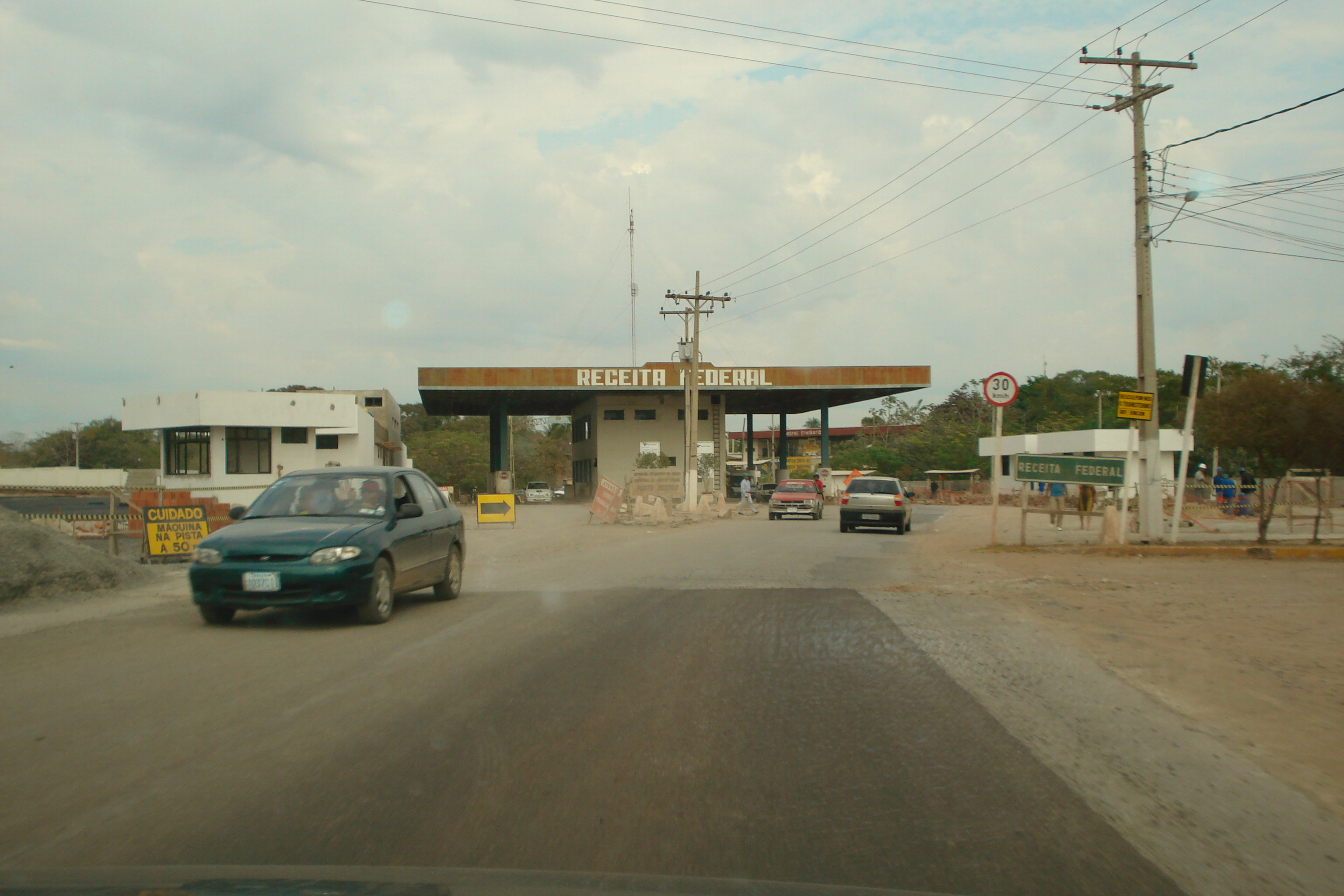
Aduana e Ingreso de la Federación en la frontera de Brasil con Bolivia en Corumbá.

Esta frontera internacional comienza en el norte, en la localidad de Bolpebra y sigue hacia el noreste por el río Acre hasta Brasileia, frente a Cobija, de allí sigue por los ríos Chipamanu y el Abuná; de aquí por el curso de este río hasta su confluencia con el río Madeira en Fortín Manoa, que es el punto más septentrional de Bolivia. De aquí, va hacia el sur, aguas arriba del río Madeira hasta la población de Villa Bella en la confluencia de los ríos Beni y Mamoré. Sigue, aguas arriba del río Mamoré hasta su confluencia con el río Itenez, más o menos con el paralelo 11°50′ S, de aquí sigue aguas arriba del río Iténez, hasta el río Verde en el paralelo 14°S; sigue aguas arriba del río Verde hasta su naciente; de aquí hasta el Cerro Cuatro Hermanos más o menos en el paralelo 16°20′ y de allí hacia el este hasta San Matías; de allí en dirección sur, hasta la laguna Uberaba que la atraviesa por el centro; de allí, al centro de la laguna La Gaiba, después al centro de la laguna Mandioré; de allí, en dirección suroeste hasta el Canal Tamengo que une la laguna Cáceres con el río Paraguay; de allí, en línea recta hasta la laguna Negra; de allí en dirección sureste hasta Puerto Gutiérrez Guerra sobre el río Paraguay, y de aquí, por el curso del río Paraguay, en dirección suroeste hasta Bahía Negra, donde encuentra el límite tripartito entre Brasil, Paraguay y Bolivia.
En el río Mamoré, frente a la ciudad de Guayaramerín en el departamento del Beni, se encuentra la isla Suárez, llamada por los brasileños ilha de Guajará-mirim que ha sido objeto de una disputa aún no resuelta entre Brasil y Bolivia. Desde el Acuerdo de Roboré firmado el 29 de marzo de 1958 entre ambos países, la situación de la isla ha quedado indefinida, permaneciendo de hecho bajo administración boliviana. 
Otros 31 islotes del río Guaporé o Iténez y 9 islas del río Paraguay se encuentran bajo soberanía indefinida entre Bolivia y Brasil.

## Regiones fronterizas

### Brasil
Estados brasileños fronterizos con Bolivia:
- Acre
- Mato Grosso
- Mato Grosso del Sur (en portugués: Mato Grosso do Sul)
- Rondonia (en portugués: Rondônia)

### Bolivia
Departamentos bolivianos fronterizos con Brasil:
- Beni
- Pando
- Santa Cruz